# Megaspilus dux
Megaspilus dux är en stekelart som först beskrevs av Curtis 1829.  Megaspilus dux ingår i släktet Megaspilus och familjen trefåresteklar. Arten är reproducerande i Sverige. Inga underarter finns listade i Catalogue of Life.